# Dia Internacional de Conscientização sobre o Albinismo
O Dia Internacional de Conscientização sobre o Albinismo é um dia comemorado em 13 de junho desde 2015, instituído em 2014 pela Assembleia Geral das Nações Unidas (AGNU).

## Proclamação
O Dia Internacional de Conscientização sobre o Albinismo foi proclamado em 18 de dezembro de 2014 pela Assembleia Geral das Nações Unidas. A resolução visou abordar e mitigar a discriminação e a violência contra pessoas com albinismo, promovendo a inclusão e o respeito aos seus direitos humanos. Essa proclamação veio em resposta às graves violações de direitos frequentemente enfrentadas por estas pessoas em diferentes partes do mundo. O Conselho de Direitos Humanos, reconhecendo a vulnerabilidade particular das pessoas com albinismo, instou os governos a evitar ataques e discriminação contra elas. Além disso, em 26 de março de 2015, o Conselho estabeleceu o mandato de um especialista independente sobre o gozo dos direitos humanos por pessoas com albinismo.

## Celebração
Comemorado todos os anos em 13 de junho desde 2015, em um esforço para aumentar a conscientização pública sobre as condições e os desafios enfrentados pelas pessoas com albinismo. A celebração visa promover maior inclusão e proteção em uma estrutura de direitos humanos. A cada ano, são abordadas questões como saúde, inclusão social e acesso a direitos básicos, com foco na melhoria contínua da qualidade de vida dessas pessoas.

## Temas
- 2016: Celebrar a diversidade; promover a inclusão; proteger nossos direitos[4]
- 2017: Avançar com esperança renovada[5]
- 2018: Brilhando nossa luz para o mundo[6]
- 2019: Ainda estamos fortes[7]
- 2020: Nascidos para brilhar[8]
- 2021: Força além de todas as probabilidades[9]
- 2022: Unidos para fazer com que nossas vozes sejam ouvidas[10]
- 2023: Inclusão é força[11]
- 2024: 10 anos da IAAD: uma década de progresso coletivo[12]